# Delirios de amor (serie de televisión)
Delirios de amor es una serie de televisión de España, estrenada por la cadena TVE el 6 de julio de 1989.

## Origen
Tras el éxito del largometraje Delirios de amor (1986), Antonio González-Vigil (que también había producido el largometraje) produjo la serie de televisión para TVE de 13 capítulos, que fueron emitidos en 1989. 

## Argumento
El concepto era llevar a cabo 13 historias de amores atípicos en un escenario urbano, todas ellas serían dirigidos por distintos directores españoles; principalmente directores atípicos en el panorama cinematográfico español, como Luis Eduardo Aute, Emma Cohen, Imanol Arias o Iván Zulueta.

## Capítulos
- Párpados, de Iván Zulueta.
  - Eusebio Poncela
  - Marisa Paredes
  - Lola Valverde
  - Patricia Valverde
  - Marta Fernández Muro

- Un instante en tu piel, de Imanol Arias.
  - Isabel Ampudia
  - Fernando Guillén
  - Gustavo Pérez de Ayala
  - Pastora Vega

- Soleá, de Félix Rotaeta.
  - Mario Gas
  - Emma Suárez
  - Walter Vidarte

- Kiki, de Adolfo Arrieta. 
  - Xavier Grandès
  - Clara Sanchís

- Corazonada, de Antonio González-Vigil.
  - Cristina Higueras
  - Ovidi Montllor

- 20.000 semanales, de G. García-Pelayo.
  - Abel Folk
  - Alejandra Grepi
  - Núria Hosta

- La pupila del éxtasis, de Luis Eduardo Aute.
  - Laura Bayonas
  - Ceesepe

- María de las Noches, de Emma Cohen.
  - Carmen Balagué
  - Gabriel Garbisu
  - Francesc Orella
  - Vicky Peña

- El eterno adolescente, de Ceesepe.
  - Rossy de Palma
  - Lola Baldrich
  - El Gran Wyoming
  - Pedro Almodóvar

- El gran amor de Max Coyote, de Javier Memba.
  - Carlos Bravo
  - Cyra Toledo

- Es solo un juego, de Antoni Capellá.
  - Lourdes Ferriol
  - Luis Suárez

- Amor y oportunidades, de Moncho Alpuente.
  - Ángel de Andrés López
  - Kiti Mánver

- El escritor de escritores, de Eva Lesmes.
  - Manuel de Blas
  - Ana Gracia